# Melanoxylon brauna
Melanoxylon brauna (comúnmente denominado: árbol de la lluvia, brauna negra, canela, canela-amarilla, corazón-de-negro, maría negra, maría negra de la mata, maría negra del campo) es una especie de árbol de la familia Fabaceae. Es una especie nativa del Brasil, especialmente de las regiones Noreste, Sudeste (sobre todo en Minas Gerais) y estados del Paraná y Santa Catarina. 

## Descripción
Alcanza una altura de 15 a 25 m, su tronco recto puede medir de 40 a 80 cm de diámetro. Posee hojas imparipenadas, grandes flores amarillas, en panículas, y frutos cilíndricos, gruesos y cubiertos de pelillos. Es una de las especies de árbol brasilero reconocida por su madera que es de las más duras, pesadas, compactas e incorruptibles, la madera es color marrón oscuro, casi negra en los especímenes más viejos.

## Usos
Por su contenido de tanino su corteza es utilizada para curtiembre y para la extracción de tintura negra. La savia se utiliza en medicina (por sus propiedades como astringente y vasoconstrictora) y en la industria.